# Stor-Suttaure
Stor-Suttaure är en sjö i Jokkmokks kommun i Lappland och ingår i Luleälvens huvudavrinningsområde. Sjön har en area på 0,123 kvadratkilometer och ligger 382,1 meter över havet.